# 旋果蚊子草
旋果蚊子草（学名：Filipendula ulmaria）为蔷薇科蚊子草属的植物。分布在俄罗斯、土耳其、欧亚北极地区、寒温带、蒙古以及中国大陆的新疆等地，生长于海拔1,200米至2,400米的地区，多生于山谷阴处、林缘、沼泽或水边。

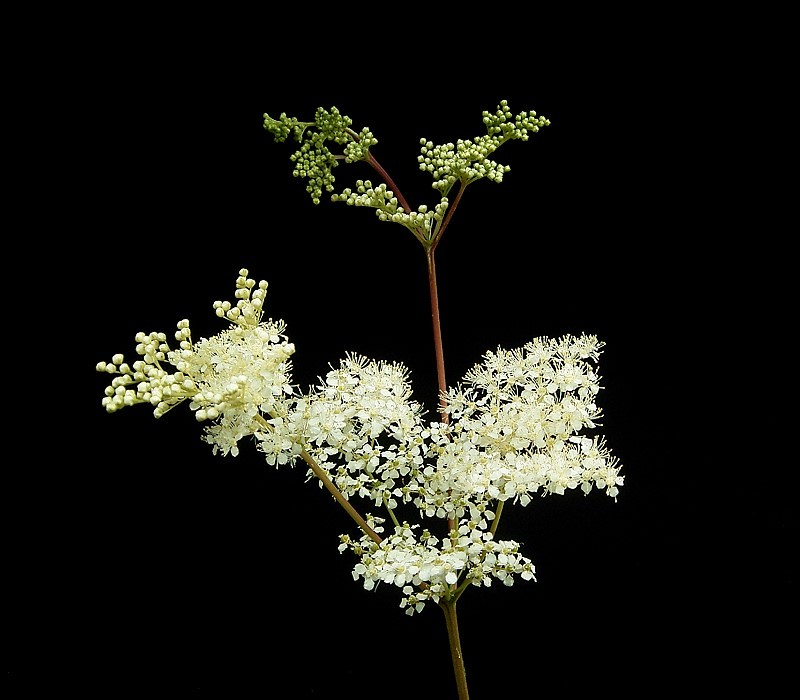
图为旋果蚊子草

## 异名
- Filipendula vulgaris Moench f. ulmaria (L.) Maxim.